# «Золотий каштан» (цирковий фестиваль)
«Золотий каштан» - міжнародний молодіжний фестиваль циркового мистецтва, який проводиться у Києві. У фестивалі можуть брати участь артисти до 25 років. 
Переможець отримує головну нагороду фестивалю - Гран-прі. Нагороди «Золотий каштанчик»,  «Срібний каштанчик» та «Бронзовий каштанчик» отримують лауреати у чотирьох вікових категоріях (до 9 років; 10-13 років; 14-17 років; 18-25 років).

## Володарі Гран-прі
- 2018: Хунаньський театр акробатичного мистецтва ( КНР)
- 2019: Акробатична трупа «Фу Юн» міста Шеньчжень ( КНР)